# Claire Dwyer
Pour les articles homonymes, voir Dwyer.
Claire Lucy Dwyer (1964 - 14 juillet 2019) est une universitaire britannique, géographe et professeur de géographie humaine à l'University College de Londres jusqu'à sa mort en 2019.

## Jeunesse et éducation
Dwyer est née à Letchworth en 1964, fille de Michael Dwyer et Brenda Jacques. Son père est ingénieur de recherche et sa mère est enseignante. Elle s'intéresse à la géographie sociale durant son enfance dans la cité-jardin de Letchworth. Dwyer fréquente l'école catholique St Angela à Stevenage . Elle est étudiante de premier cycle à Lady Margaret Hall, Oxford, obtenant un diplôme de géographie de première classe de l'Université d'Oxford en 1987. Au cours de ses études de premier cycle, elle passe un an à travailler avec Mère Teresa à Calcutta. Elle obtient un certificat de troisième cycle en éducation (PGCE) à l'Université de Nottingham et enseigne dans des écoles secondaires de Warminster. Elle retourne à l'université et étudie pour une maîtrise en féminisme critique à l'Université de Syracuse. Sa maîtrise ès arts est décernée en 1991 pour une thèse sur les écoles musulmanes financées par l'État au Royaume-Uni. Elle effectue ensuite ses recherches doctorales à l'University College London, dirigée par Peter Jackson et Jacquie Burgess , son doctorat est obtenu en 1997 pour sa thèse sur la construction et les contestations de l'islam.

## Carrière et recherche
Dwyer est une géographe sociale intéressée par la recherche sur « les intersections de la migration et du multiculturalisme et les géographies de la religion et de l'ethnicité ». Elle s'intéresse également au genre et au féminisme. Dwyer est nommée lectrice en géographie en 1997 et est promue maître de conférences en 2007. Elle est promue professeure en géographie en 2018. Elle a été l'une des premières femmes à devenir professeur de géographie humaine au Royaume-Uni. Elle est également co-directrice de l'unité de recherche sur la migration à l'UCL à partir de 2010 et à ce titre participe à la mise en place du programme global de Master of Science sur la migration.

### Ouvrages
- Géographies des nouvelles féminités[5]
- Méthodologies qualitatives pour les géographies : enjeux et débats[6]
- Espaces transnationaux[7]
- Nouvelles géographies de la race et du racisme
- Géographies des enfants et des jeunes Tome 4 : Identités et subjectivités[8]

## Vie privée
Dwyer épouse Paul Farmer, le PDG de Mind, en 1994 ; ils ont deux enfants, Ben et Thomas. Elle reçoit un diagnostic de cancer en 2018, et décède dans un hôpital à Ealing le 14 juillet 2019.